# Uberlândia Rugby Leopardos

## História
Fundado no segundo semestre de 2006 por um grupo de alunos de engenharia da Universidade Federal de Uberlândia (UFU), o clube é pioneiro da modalidade no Triângulo Mineiro.
Em 2008 disputou sua principal competição até hoje, o Campeonato Paulista de Rugby do Interior, um dos principais torneios universitários do país, chegando às semifinais de uma das etapas, chamada Taça de Prata.
Em 2009, houve uma cizânia entre os atletas, que deu origem ao URC, havendo grande rivalidade entre as equipes.
Ficou em sétimo lugar no Campeonato Mineiro de Rugby de 2011.
Em 2012 ocorreu a fusão do time com o Uberlândia Rugby Clube (URC) surgindo assim o Uberlândia Rugby.

## Conquistas
- 2008:
  - Campeão Taça Bronze do Campeonato Paulista de Rugby do Interior
  - Vice-Campeão Taça Prata do Campeonato Paulista de Rugby do Interior
- 2011:
  - Ouro no Torneio Universitário de São Carlos (Seven a side)
  - 2º Lugar no Campeonato Mineiro de Seven - Etapa Uberlândia